# Bucky Pizzarelli
John Paul Pizzarelli Sr., dit Bucky Pizzarelli, né le 9 janvier 1926 à Paterson (New Jersey) et mort le 1er avril 2020 à Saddle River (New Jersey), est un guitariste de jazz américain, jouant notamment de la guitare à 7 cordes.
Sa carrière s'étend sur plusieurs décennies au cours desquelles il collabore avec de très nombreux musiciens comme Benny Goodman, Les Paul, Stéphane Grappelli ou encore Antônio Carlos Jobim.

## Carrière
Bucky Pizzarelli commence sa carrière professionnelle à 17 ans en intégrant l'orchestre de Vaughn Monroe.
En 1952, il est embauché comme musicien par la NBC, jouant avec Skitch Henderson. En 1964, il intègre The Tonight Show Band, l'orchestre de The Tonight Show Starring Johnny Carson. Il accompagne alors les musiciens invités, dans des styles de musique variés.
En 1956-1957, il est connu sous le pseudonyme de « Johnny Buck » et joue avec The Three Suns, un trio de musique pop. Il effectue plusieurs tournées avec Benny Goodman jusqu'à la mort de ce dernier en 1986.
En duo avec le guitariste George Barnes, il enregistre deux albums dont un live à The Town Hall à New York en août 1971. Dans les années 1970, il enregistre ses premiers albums en tant que leader, notamment des hommages à des musiciens des années 1930.
Il continue à jouer, notamment avec son fils John, jusque dans les années 2010.
Victime d'une syncope en 2016, il a de nombreux problèmes de santé et décède le 1er avril 2020 des suites du Covid-19.

## Famille
Son fils John est un chanteur et guitariste de jazz réputé. Son autre fils, Martin, est bassiste professionnel et sa fille Mary est guitariste classique.

## Collaborations
Avec Anita Baker
- Rhythm of Love (Elektra, 1994)

Avec Solomon Burke
- Solomon Burke (Apollo, 1962)

Avec Petula Clark
- Warm and Tender (Warner Bros., 1971)

Avec Rosemary Clooney
- Do You Miss New York? (Concord, 1993)

Avec Judy Collins
- True Stories and Other Dreams (Elektra, 1973)

Avec Dion DiMucci
- Runaround Sue (Laurie, 1961)

Avec Roberta Flack
- First Take (Atlantic, 1969)

Avec Aretha Franklin
- The Electrifying Aretha Franklin (Columbia, 1962)
- The Tender, the Moving, the Swinging Aretha Franklin (Columbia, 1962)

Avec Michael Franks
- Tiger in the Rain (Warner Bros., 1979)

Avec Henry Gross
- Release (Lifesong, 1976)

Avec Janis Ian
- Aftertones (Columbia, 1975)

Avec Paul McCartney
- Kisses on the Bottom (Hear Music, 2012)

Avec Helen Merrill
- Casa Forte (Trio, 1980)

Avec Jane Monheit
- Never Never Land (N-Coded, 2000)

Avec Tony Mottola
- Lush, Latin & Lovely (Project 3, 1967)

Avec Robert Palmer
- Ridin' High (EMI, 1992)

Avec Neil Sedaka
- A Song (Elektra, 1977)

Avec Carly Simon
- Hotcakes (Elektra, 1974)

Avec Sarah Vaughan
- The Duke Ellington Songbook, Vol. 1 (Pablo, 1980)
- The Duke Ellington Songbook, Vol. 2 (Pablo, 1980)

Avec Loudon Wainwright III
- Loudon Wainwright III (Atlantic, 1970)